# Thierry Corona
Thierry Corona (né en 1967) est un sommelier français, Président de l’Association des Sommeliers d’Europe.

## Biographie
Thierry Corona a été chef sommelier de l'Hôtel Negresco de Nice et Sommelier à l'Hôtel Ritz de Paris.
Il est actuellement chef sommelier du « Casino 2000 » de Mondorf-les-Bains au grand duché de Luxembourg et Président de l’Association des Sommeliers d’Europe.